# 庄司順一
庄司 順一（しょうじ じゅんいち、1949年 - 2011年1月17日）は、日本の臨床心理学者、臨床教育学者。

## 略歴
1949年東京都生まれ。1972年早稲田大学教育学部教育心理学専修卒業。1975年早稲田大学大学院文学研究科心理学専攻修士課程修了。同年、東京都職員（心理技術職）となる。東京都精神医学総合研究所を経て、1978年都立小児保健院、1979年都立母子保健院心理指導員。1992年恩賜財団母子愛育会日本総合愛育研究所（現・日本子ども家庭総合研究所）主任研究員、1994年企画室長、1997年研究企画・情報部長。1999年青山学院大学文学部教育学科教授。
1983年神奈川県川崎市にて里親登録。専門は、臨床保育学、児童虐待、里親養育、乳児院での養育。
2011年1月17日、心臓発作のため死去。

## 著書
- 『子ども虐待の理解と対応 子どもを虐待から守るために』 (21世紀保育ブックス）フレーベル館 2001
- 『フォスターケア 里親制度と里親養育』 (明石ライブラリー) 明石書店 2003
- 『保育の周辺 子どもの発達と心理と環境をめぐる30章』明石書店 2008

### 共編著
- 『小児科の相談と面接 心理的理解と支援のために』奥山眞紀子,帆足英一共編 医歯薬出版 1998
- 『保育のための乳幼児養育指針』帆足英一共監修 企画室 2000
- 『ソーシャルワーカーのための心理学』西澤哲共編 (社会福祉基礎シリーズ 心理学) 有斐閣 2001
- 『子ども虐待』 (福祉キーワードシリーズ)高橋重宏共編著 中央法規出版 2002
- 『Q&A里親養育を知るための基礎知識』編著 明石書店 2005
- 『アタッチメント 子ども虐待・トラウマ・対象喪失・社会的養護をめぐって』奥山眞紀子, 久保田まり共編著 明石書店 2008
- 『乳児保育 改訂10版』石原栄子,田川悦子,横井茂夫共著 南山堂 2009
- 『施設養護実践とその内容』(社会的養護シリーズ 鈴木力,宮島清共編 福村出版 2011
- 『子ども虐待の理解・対応・ケア』 (社会的養護シリーズ) 鈴木力, 宮島清共編 福村出版 2011
- 『子ども家庭支援とソーシャルワーク』 (社会的養護シリーズ) 鈴木力, 宮島清共編 福村出版 2011
- 『里親養育と里親ソーシャルワーク』 (社会的養護シリーズ) 鈴木力, 宮島清共編 福村出版 2011

### 翻訳
- キャロル・リヴィングストン文, アーサー・ロビンズ絵『どうして私は養子になったの?』明石書店 2003
- ハワード・ドゥボヴィッツ, ダイアン・デパンフィリス編著『子ども虐待対応ハンドブック 通告から調査・介入そして終結まで』監訳 明石書店 2005
- マシュー・コルトン, マーガレット・ウイリアムズ編『世界のフォスターケア 21の国と地域における里親制度』監訳 明石書店 2008
- ジョン・E.B. マイヤーズ『アメリカの子ども保護の歴史 虐待防止のための改革と提言』澁谷昌史, 伊藤嘉余子共訳 明石書店 2011

## 論文
- <庄司順一